# La gran aventura de cumpleaños de Dora
Dora's Big Birthday Adventure ("La Gran Aventura de Cumpleaños de Dora" en Latinoamérica) es una película del año 2010 y el decimoctavo episodio de la quinta temporada de la serie animada de Nickelodeon, Dora, la exploradora que conmemora el 10 aniversario de la serie estrenado el 15 de agosto de 2010 en los Estados Unidos. 

## Argumento
Al principio de la película, Dora y Botas regresan al reino de cristal y encuentran un globo con la imagen de Dora, la exploradora para saber que ella tiene que ir a casa para su fiesta de cumpleaños y estar con toda su familia y amigos y un gran torbelino los lleva al mundo de los Wizzles y una vez que llegan se encuentran con los wizzles y les explican que deben tener cuidado con La Bruja y los Monos Voladores porque no les gustan los deseos. Entonces, necesitan llegar en camino al arcoirís para llevarle su cristal de los deseos al Wizzle de los Deseos y volver a casa a tiempo para la fiesta de cumpleaños de Dora.
NOTA: Dora, la exploradora le cuenta a Botas que durante el transcurso de la película, se vienen a recordar los acontecimientos episodios pasados con flashbacks, es decir, los momentos y escenas de los primeros episodios de la caricatura del mismo nombre, tales como Dora y Diego al rescate, ¡Más alto!, La vara mágica, El dinosaurio mimoso de Botas, Un presente para Santa, La aventura mundial de Dora, y otros episodios que habían sido estrenados a lo largo del tiempo. 

## Reparto

### Elenco original (Versión en inglés)
- Caitlin Sanchez - Dora
- Regan Mizrahi - Botas
- Marc Weiner - Mapa / Zorro / Fiesta Trío
- Alexandria Suárez - Mochila
- Rosie Perez - The Witch
- John Leguizamo - Monos Voladores
- Hector Elizondo - Wizzle de los Deseos

### Doblaje al español en Latinoamérica
- Leisha Medina - Dora
- Aura Caamaño - Botas
- Alfonso Soto - Mapa
- Lileana Chacón - Mochila
- Rocío Mallo - La Bruja
- Carlos Vitale - Espantapájaros / Mono Volador
- Rolman Bastidas - Mono Volador
- José Granadillo - Wizzle de los Deseos

- Datos: Q23899062